# 姜勇 (病理学家)
熊翔 ，南方医科大学教授，主要从事炎症的细胞信号转导机制等方面的研究工作。入选中华人民共和国教育部2009年度"长江学者"特聘教授，曾就读于第一军医大学、北京军事医学科学院。